# Be Love
Be Love (jap. ビーラブ, bīrabu) ist ein japanisches Manga-Magazin, das seit September 1980 zweimal im Monat im Kōdansha-Verlag erscheint. Es ist eines der führenden Comicmagazine für erwachsene Frauen und war in den 1980er Jahren maßgeblich für die ansteigende Beliebtheit von Josei-Manga verantwortlich, die zur Gründung anderer Magazine wie You und Big Comic for Lady führte.
Das Magazin erschien zunächst als Be in Love, wurde 1982 aber umbenannt. Es hatte zwischen 1995 und 2000 eine konstante Auflage zwischen 270.000 und 280.000 pro Ausgabe. 2006 und 2007 hatte Be Love eine verkaufte Auflage von ungefähr 200.000.
Die Leser des Magazins sind zum größten Teil berufstätige Frauen und Hausfrauen, etwa ein Zehntel machen Studentinnen aus.
Die meisten Comics in dieser Publikation sind Alltags- und Liebesgeschichten mit erwachsenen Frauen im Vordergrund, aber auch Geschichten mit historischem Setting und um Haustiere sind enthalten. Jun Fukami schuf von 1988 bis 1997 mit ihrer Serie Waru (悪女) über eine junge Frau, die sich, gerade in einer Firma eingestellt, in einen ihrer Kollegen verliebt und nun versucht, ihn für sich zu gewinnen, einen der bekanntesten Titel, die im Be Love veröffentlicht wurden. Ebenfalls erfolgreich und mit einem Umfang von mehreren tausend Seiten in über dreißig Büchern ähnlich lang wie Waru war Galboy! (ギャルボーイ!, garubōi!) der Zeichnerin Mariko Nakamura. Dieser Manga, der von 1988 bis 1998 in diesem Magazin zu lesen war, stellt seine recht männlich aussehende Protagonistin und ihr Liebes- und später Eheleben in den Vordergrund. Weitere Mangaka des Magazins sind beispielsweise Yōko Shōji, Konami Kanata, Makoto Ōnishi, Ayumi Tachihara, Shigeko Maehara, Kazu Gotō, Tsubasa Nunoura, Nobuko Hama und Waki Yamato.